# جون ثون
جون راندولف ثون (بالإنجليزية: John Randolph Thune)‏ هو سياسي أمريكي من الحزب الجمهوري ولد في يوم 7 يناير 1961 في بلدة بيير في داكوتا الجنوبية. أكمل دراسة إدارة الأعمال في جامعة داكوتا الجنوبية. هو عضو في مجلس الشيوخ الأمريكي كممثل عن ولاية داكوتا الجنوبية منذ سنة 2005. وهو عضو سابق في مجلس النواب الأمريكي من سنة 1997 إلى سنة 2005.